# IC 2070
IC 2070 ist eine Balken-Spiralgalaxie vom Hubble-Typ SBc im Sternbild Schwertfisch am Südsternhimmel. Sie ist schätzungsweise 306 Millionen Lichtjahre von der Milchstraße entfernt und hat einen Durchmesser von etwa 130.000 Lichtjahren.
Die Typ-Ib/c-Supernova SN 2009if wurde hier beobachtet.
Das Objekt wurde im Jahr 1899 vom US-amerikanischen Astronomen DeLisle Stewart entdeckt.